# Unterems
Unterems foi uma comuna da Suíça, no Cantão Valais, com cerca de 139 habitantes. Estendia-se por uma área de 1,39 km², de densidade populacional de 100 hab/km². Confinava com as seguintes comunas: Agarn, Ergisch, Oberems, Turtmann. 
A língua oficial nesta comuna era o Alemão.

## História
Em 1 de janeiro de 2013, passou a formar parte da comuna de Turtmann-Unterems.